# Donald Sumpter
Donald Sumpter, angleški igralec, * 13. februar 1943, Brixworth, Northamptonshire, Anglija.
Sumpter nastopa in igra v filmih in na televiziji od leta 1966. 

## Kariera
Eden Sumpterjevih zgodnjih televizijskih nastopov je bil leta 1968, ki je nadaljeval serijo Kolo v Vesolju z Patrickom Troughtonom kot zdravnik. Ponovno je igral v filmu Doktor in v seriji The Sea Devils iz leta 1972 z Johnom Pertweejem. Nastopal je tudi v oddelku Doctor Who, ki je objavil Dogodivščine Sare Juane. Leta 2015 je nastopil kot predsednik Lord Rassilon v filmu Hell Bent.
Njegovo zgodnje filmsko delo je vključevalo glavno vlogo britanskega zločinca iz resničnega življenja Donalda Neilsona v filmu Črni Peter iz leta 1977.
Igral je tudi v številnih televizijskih filmih in nadaljevankah, vključno z adaptacijami Dickensovih romanov, Nicholas Nickleby leta 2001, Velika pričakovanja leta 1999 v Bleak House leta 1985. Tudi leta 1985 je zaslovel po delu hudobca Ronnieja Daya v Big Dealu. Igral je vlogo osumljenega serijskega morilca Alexandra Bonaparteja Custa v epizodi Poirot Agate Christle, Umor ABC (1992). Nastopal je tudi v epizodah Midsomer Muders, Račun, Holby City, Črno ogledalo in Dotik zmrzali. Imel je tudi ponavljajočo se vlogo strica Gingerja v otroški seriji BBC The Queen"s Nose. Igral je Harolda Chapleja v filmu Naši prijatelji na severu, v Einsteinu in Eddingtonu pa je upodobil fizika Maxa Plancka. Igral je tudi kot Kempa v grozljivo-dramski seriji Biti Človek. V 1. in 2. sezoni je upodobil Maesterja Luwina v seriji HBO, Igra prestolov. V HBO miniseriji Černobil leta 2019 je Sumpter upodobil Žarkova.
Med njegovimi nastopi so Stalni vrtnar (2005), K-19 Izdelovalec vdov (2002), Enigma (2001) in Ultramarine, Film (2010).